# Dos Estaciones
Dos Estaciones es una película dramática dirigida por Juan Pablo González que se estrenó en el Festival de Cine de Sundance en enero de 2022.

## Trama
María García, de 50 años, es la orgullosa propietaria de “Dos Estaciones”, una alguna vez respetada fábrica de tequila que se encuentra en una situación desesperada por diversas razones. Cuando María conoce a la joven e inteligente Rafaela, se da cuenta de que su experiencia podría salvarla de la competencia extranjera. 

## Producción

### Dirección y guion
Juan Pablo González también escribió el guion junto a Ilana Coleman y Ana Isabel Fernández. Luego de tres cortometrajes y el documental Caballerango, este fue el debut cinematográfico de González. 

### Reparto y rodaje

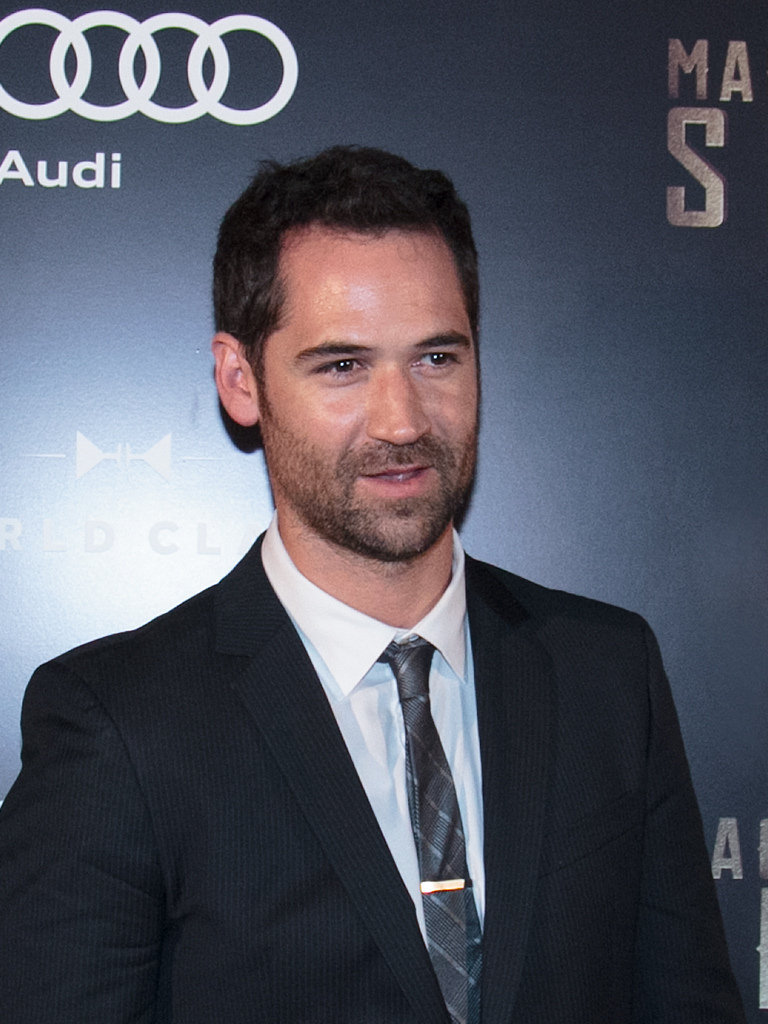
Manuel García-Rulfo interpreta a Pepe en un papel secundario

Teresa Sánchez interpreta el papel de María García, dueña de una fábrica de tequila. Es conocida por su papel secundario en The Chambermaid de Lila Avilé, en la que interpretó a la locuaz ama de llaves Minitoy. En Noche de fuego de Tatiana Huezo, la película nominada al Oscar de México, recibió un papel secundario.  Rafaela Fuentes y Tatín Vera interpretan a las mujeres llamadas Rafaela y Tatín.   Manuel García-Rulfo interpreta a Pepe en un papel secundario, pero es crucial para la historia. 
El camarógrafo fue Gerardo Guerra, quien anteriormente trabajó exclusivamente en cortometrajes y videos musicales.

### Estreno
La primera proyección de la película tuvo lugar en el Festival de Cine de Sundance el 24 de enero de 2022.  En julio de 2022 se proyectó en el Festival de Cine LGBTQ+ Outfest Los Ángeles.  El Cinema Guild consiguió los derechos para Estados Unidos.  Las proyecciones tuvieron lugar en el Festival Internacional de Cine de Edimburgo en agosto de 2022.  A finales de septiembre de 2022 se proyectó en el Festival de Cine de Zúrich  y a principios de octubre de 2022 en el Festival Internacional de Cine de Vancouver .  En noviembre de 2022 se proyectó en el Exground Film Festival Wiesbaden. 

## Recepción
La película recibió críticas positivas del 88 por ciento de los críticos en Rotten Tomatoes.  En Metacritic, la película recibió una Metascore de 82 de 100 puntos posibles. 

### Premios
Premios Gotham 2022
- Nominación a Mejor Película [15]

Festival de Cine Independiente de Boston 2022
- Premiado como Mejor Largometraje con el Gran Premio del Jurado (Juan Pablo González) [16]

Mostra Internacional de Cine de São Paulo 2022
- Nominación en el Concurso Nuevos Directores (Juan Pablo González) [17]

Outfest LA 2022
- Premio al Mejor Guion – Largometraje Norteamericano (Ilana Coleman, Ana Isabel Fernández y Juan Pablo González) [18]

Festival de Cine de Sundance 2022
- Nominado al Gran Premio del Jurado en el Concurso Mundial de Cine Dramático
- Obtuvo el Premio Especial del Jurado de Actuación en el Concurso Mundial de Cine Dramático (Teresa Sánchez) [19]